# Łakino
Łakino (biał. Лакіна; ros. Лакино) – wieś na Białorusi, w obwodzie witebskim, w rejonie brasławskim, w sielsowiecie Plusy.

## Historia
W czasach zaborów ówczesna wieś leżała w granicach Imperium Rosyjskiego.
W latach 1921–1945 kolonia leżała w Polsce, w województwie nowogródzkim (od 1926 w województwie wileńskim), w powiecie brasławskim, w gminie Plusy.
Według Powszechnego Spisu Ludności z 1921 roku zamieszkiwało tu 119 osób, 94 było wyznania rzymskokatolickiego, a 25 staroobrzędowego. Jednocześnie 94 mieszkańców zadeklarowało polską przynależność narodową, 7 białoruską, a 18 rosyjską. Było tu 19 budynków mieszkalnych. W 1931 we wsi w 16 domach zamieszkiwały 84 osoby. Wykaz wymienia również zaścianek o tej samej nazwie, w jednym domu zamieszkiwało 10 osób. Zaścianek znajdował się około kilometra na północny zachód od wsi.
Wierni należeli do parafii rzymskokatolickiej w Plusach i prawosławnej w Brasławiu. Miejscowość podlegała pod Sąd Grodzki w Brasławiu i Okręgowy w Wilnie; właściwy urząd pocztowy mieścił się w Plusach.
W wyniku napaści ZSRR na Polskę we wrześniu 1939 miejscowość znalazła się pod okupacją sowiecką. Od czerwca 1941 roku pod okupacją niemiecką. W 1944 miejscowość została ponownie zajęta przez wojska sowieckie i włączona do Białoruskiej SRR.
Od 1991 w składzie niepodległej Białorusi.